# Frigărui

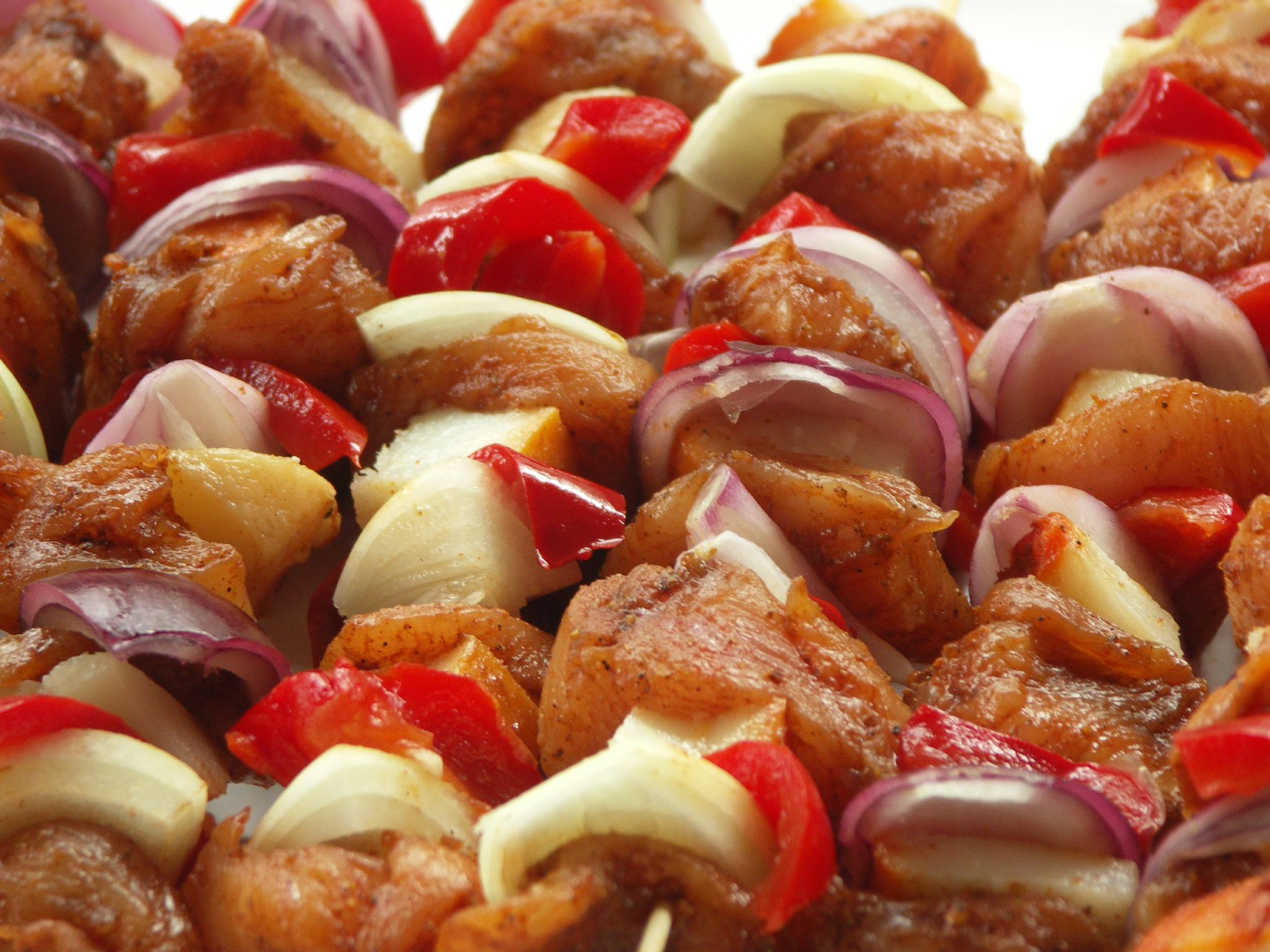
Unos frigărui dispuestos para ser asados a la parrilla.

Frigărui (fri.gə'ruj}, singular: frigăruie) es un plato de contenido cárnico, dispuesto de forma similar a las brochetas, originario y tradicional de la cocina rumana. El principal ingrediente es carne (por regla general cerdo, vaca, cordero o pollo) cocinada a la parrilla sobre un pincho y servido de forma similar al kebab. A menudo la disposición de los trozos de carne insertada en el pincho alterna con salchichas y verduras, tales como cebollas, tomates, pimientos y setas. Se suele especiar con diversas especias tales como la pimienta negra, el ajo, romero, mejorana y hojas de laurel. El nombre de este plato proviene de la palabra rumana "a frige" (que es poner al grill o freír), lo que dio origen a la palabra de origen latino freír.
- Datos: Q3296567